# Joseph Burckhalter
Joseph Harold Burckhalter (* 9. Oktober 1912 in Columbia, South Carolina; † 9. Mai 2004) war ein US-amerikanischer Chemiker.
Burckhalter studierte Chemie an der University of South Carolina mit dem Bachelor-Abschluss 1934 und an der University of Illinois at Urbana-Champaign mit dem Master-Abschluss in organischer Chemie 1938. Er wurde 1942 an der University of Michigan bei Frederick Blicke (1891–1968) promoviert.  Danach arbeitete er für die Pharmafirma Parke Davis in Detroit, bevor er Professor an der University of Kansas (College of Pharmacy) wurde. In dieser Zeit war er auch am National Defense Medical Center in Taiwan und als Fulbright-Professor in Deutschland. 1960 wurde er der Nachfolger von Blicke als Professor für medizinische Chemie (Pharmakologie) an der University of Michigan wurde. 1982 ging er in den Ruhestand. Nach seiner Emeritierung war er Forschungsprofessor am Florida Institute of Technology.
Er entwickelte mit Robert Seiwald Fluoresceinisothiocyanat (FITC), ein Farbstoff zur Kennzeichnung von Antikörpern, der weite Verbreitung in der Diagnose infektiöser Krankheiten und Krebserkrankungen fand (Immunfluoreszenz).
1995 wurde er mit Seiwald in die National Inventors Hall of Fame aufgenommen.